# Dejan Krajnc
Dejan Krajnc (umetniško ime Dejan Dogaja), slovenski pevec ter televizijski in radijski voditelj, * 17. december 1993, Celje

## Glasba
Odraščal je v glasbeni družini, njegov oče Drago Krajnc je bil kitarist in pevec v narodnozabavnem ansamblu Vigred. V osnovni šoli je obiskoval ure klavirja, pozneje pa vzporedno še ure klarineta. Za klarinet ga je navdušil družinski prijatelj Franjo Maček iz Alpskega kvinteta. Hodil je na umetniško gimnazijo v Velenju, glasbena smer, klarinet. Končal je torej nižjo in srednjo glasbeno šolo klarineta. Po srednji šoli se je vpisal na Akademijo za glasbo v Ljubljani (klarinet). Študij še zaključuje. Leta 2013 je na 42. TEMSIG-u, tekmovanju mladih slovenskih glasbenikov, v kategoriji klarinet osvojil srebrno plaketo in 2. nagrado.
Od leta 2012 do 2021 je bil član (klarinetist in pevec) ansambla Poskočni muzikanti. Skupini se je pridružil kot klarinetist, sčasoma pa je postal (tudi) njen glavni pevec oziroma frontman. Leta 2019 je pod imenom Dean gostoval pri skladbi »Mama« izvajalke Barbee, naslednje leto pa je sodeloval pri skladbi »Najboljši sem«, ki so jo Fehtarji posneli s »prijatelji«.
Konec februarja 2021 je naznanil, da zapušča Poskočne muzikante in se podaja na samostojno glasbeno pot, za katero si je izbral umetniško ime Dejan Dogaja. Nekakšen uvod v njegovo solo kariero je bilo sodelovanje v 1. sezoni šova Kdo si ti? Zvezde pod masko, v kateri je nastopal pod masko pande. Razkrit je bil zadnji. Njegova prva skladba »Nenormalno lepo« je izšla 6. aprila, dober teden po finalni oddaji Zvezd pod masko, pri založbi Menart. Decembra je izdal valček »Sem ti danes že povedal, da te rad imam?«, pri katerem sta se mu pridružila njegova starša. Gre za priredbo skladbe ansambla Vigred, v katerem je deloval njegov oče.
Ustvarja tudi glasbo za otroke, in sicer pod imenom Poskočni Dejan. Svojo prvo pesem za otroke »Krokodili« je predstavil septembra 2021.
Na nastopih ga spremlja Dogaja Bandando. V tej skupini igra tudi s super zvezdo Li Mun, s katero sta sodelovala pri skladbi Limone iz leta 2023.

## Ostalo
Krajnc je tudi radijski in televizijski voditelj. Na radiu je denimo izpolnjeval glasbene želje na radiu NET FM (2016) in vodil Jutranji ritem z Evo Rudman na Radiu Celje (2018). Na TV Veseljak je imel oddajo Adijo madam, ki je bila prvič na sporedu 2. aprila 2016, najbolj dejaven pa je na Golica TV, kjer je vodil oziroma še vodi različne oddaje: Ulične karaoke (2016–17, 2020), Kje igra harmonika? (2016–17), Dopoldne na Golici, Popoldne na Golici, Detektor laži, Na današnji dan, Poskočni Dejan Show (prvič na sporedu 9. januarja 2020).
Spomladi 2018 je sodeloval v 2. sezoni šova Zvezde plešejo; njegova soplesalka je bila Jagoda Batagelj. Izločena sta bila v 7. oddaji.
Znan je po svoji frizuri, natančneje irokezi. 15. decembra 2019 si jo je v oddaji Vikend paket dal pobriti v dobrodelne namene v okviru akcije #nivsevfrizuri, v kateri je v sodelovanju z Zvezo prijateljev mladine Slovenije zbiral sredstva za socialno ogrožene družine.
Je del ekipe Youtube kanala Joonglaa.

## Zasebno
Maja 2025 se jima je s partnerico Kiaro Haas rodil sin Lev.

## Diskografija
- 2021: Nenormalno lepo
- 2021: Nenormalno lepo (Narodno - Zabavna Verzija)
- 2021: Krokodili
- 2021: Sem ti danes že povedal, da te imam rad?
- 2022: Manekenka
- 2022: Uspavanka
- 2022: Najlepša si, ko zaspiš
- 2023: Pomaranče
- 2023: Rastemo
- 2024: Raketa
- 2024: Obljubim
- 2024: Bum, bum, bum
- 2025: Kamikaze
- 2025: Štirje letni časi
- 2025: All in
- 2025: Rad te imam